# Cardiococcus fossilis
Cardiococcus fossilis är en insektsart som först beskrevs av William Miles Maskell 1897.  Cardiococcus fossilis ingår i släktet Cardiococcus och familjen skålsköldlöss. Inga underarter finns listade i Catalogue of Life.